# Ophiophragmus andreae
Ophiophragmus andreae är en ormstjärneart som beskrevs av Matsumoto 1915. Ophiophragmus andreae ingår i släktet Ophiophragmus och familjen trådormstjärnor. Inga underarter finns listade i Catalogue of Life.